# آدام ساتلر
آدام جیمز ساتلر (انگلیسی: Adam James Susan) یک شخصیت داستانی آنتاگونیست است که بیشتر به خاطر حضور در کتاب کمیک وی مثل وندتا شناخته شده. این شخصیت توسط آلن مور و دیوید لوید ساخته شده‌است.
آدام ساتلر همچنین در فیلم وی مثل وندتا حضور داشته و جان هرت نقش او را ایفا کرده‌است.